# Xfinity Series

Die NASCAR Xfinity Series ist eine US-amerikanische Stockcar-Motorsportserie. Sie gilt als „zweite Liga“ der NASCAR und ist für viele Fahrer das Sprungbrett in die NASCAR Cup Series. Die Rennen finden häufig im Rahmen der Cup Series statt und werden meist einen Tag vor dem Cup-Rennen ausgetragen.

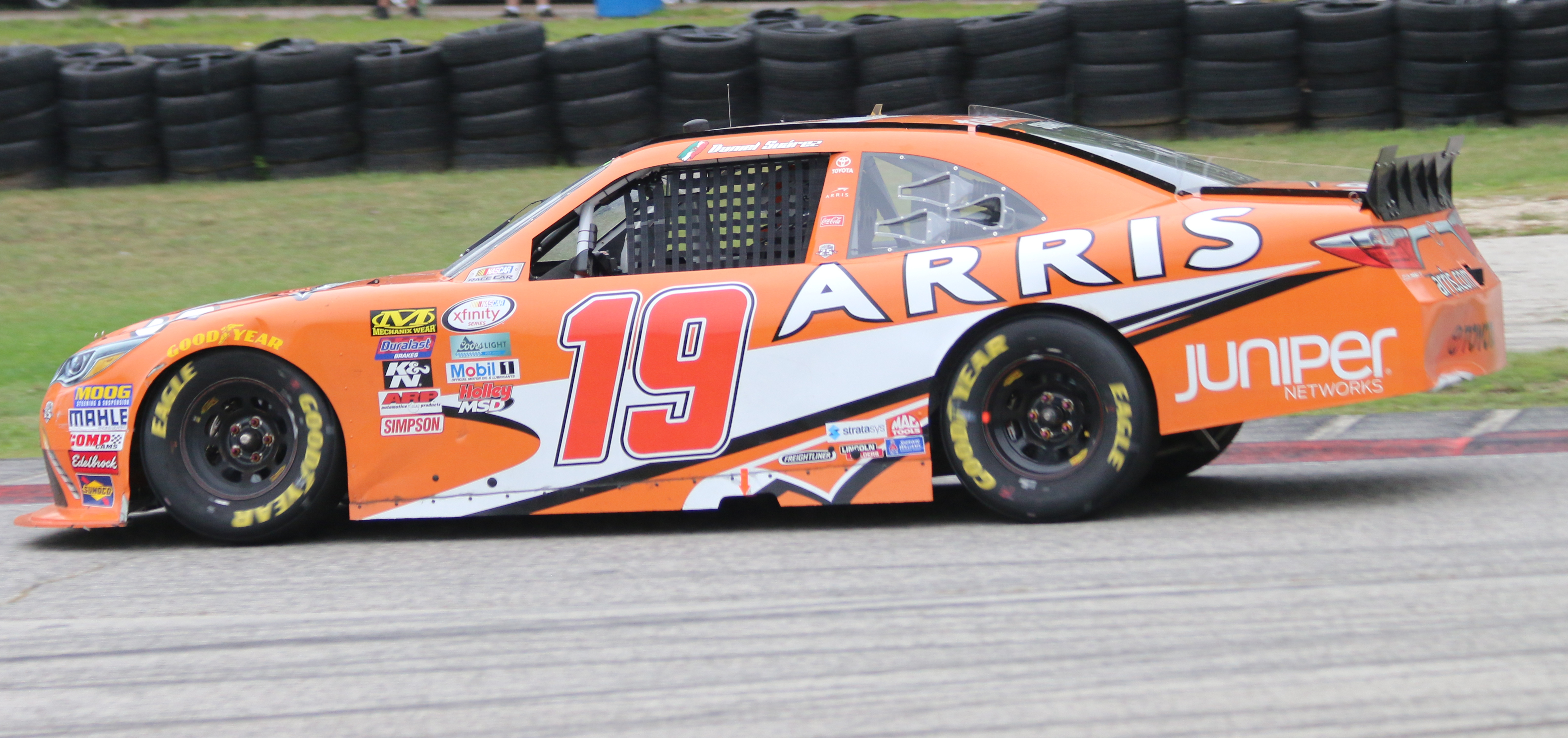
Der Wagen von Daniel Suárez, dem Xfinity-Meister von 2016

## Geschichte

Logo der Nationwide Series.

Die NASCAR Xfinity Series entstand aus der alten „Sportsman Division“ der NASCAR, welche in den 1950er Jahren als „Short-Track“-Rennserie angedacht war. Im Jahr 1968 bekam die Serie den Namen „Late Model Sportsman“ und man begann auch Rennen auf größeren Strecken wie dem Daytona International Speedway zu fahren. Die Fahrer nutzen gebrauchte Grand National (heute NASCAR Cup Series) Fahrzeuge. Es wurden V6-Motoren benutzt.

Logo der Busch Series

Die heutige Xfinity Series wurde im Jahre 1982 gegründet. Von 1982 bis 1983 trug sie zunächst den Namen „Budweiser Late Model Sportsman Series“, wurde dann aber 1984 in „Busch Grand National Series“ umbenannt. 1994 sollte das letzte Jahr sein, in dem die V6-Motoren eingesetzt werden, dennoch setzen einige Teams die V6-Motoren auch 1995 in „Short-Track“-Rennen ein. Ab der Saison 1995 wurden die Wagen dann immer mehr an die Fahrzeuge des Winston-Cups angepasst. Seit der Saison 2004 gehörte die „Grand National“ nicht mehr zum Serientitel, somit hieß die Serie offiziell „NASCAR Busch Series“. Zur Saison 2008 folgte die Umbenennung in „NASCAR Nationwide Series“. Der zugrunde liegende Vertrag mit dem neuen Titel-Sponsor, dem Versicherungsunternehmen Nationwide Insurance, hatte eine Laufzeit von insgesamt sieben Jahren.
Am 3. September 2014 wurde bekannt gegeben, dass Xfinity einen Vertrag als Hauptsponsor über 10 Jahre abgeschlossen hat und die Serie ab der Saison 2015 „NASCAR Xfinity Series“ heißen wird.
Am 5. März 2005 fuhr die Xfinity Series ihr erstes Rennen außerhalb der USA auf dem Autódromo Hermanos Rodríguez in Mexiko-Stadt, Mexiko. Das Rennen gewann Martin Truex jr., der in derselben Saison Champion wurde.
Am 2. Juli 2010 kamen auf dem Daytona International Speedway erstmals Fahrzeuge einer neuen Generationen zum Einsatz, die dem Car of Tomorrow der Cup Series ähneln. In der Saison 2016 wurde erstmals ein Chase ausgetragen, der dem Chase for the Cup nachempfunden ist.

## Dash 4 Cash
Die 2009 eingeführten Dash-4-Cash-Rennen sind eine Serie von Rennen, bei denen ein erhöhtes Preisgeld für den bestplatzierten Xfinity-Fahrer ausgeschüttet wird. An dem System wurden über die Jahre mehrere Änderungen vorgenommen:
Von 2009 bis 2010 gab es pro Saison 4 Rennen, bei dem der Sieger zusätzlich zu dem regulären Preisgeld 25.000 US-Dollar erhielt. Wenn bei einem dieser Rennen ein Fahrer gewann, der nicht Vollzeit aktiv war, wurde das Geld beim nächsten Dash 4 Cash-Rennen ausgeschüttet. Auch wurden zusätzliche 50.000 US-Dollar an den Fahrer ausgeschüttet, der in den vier Rennen die meisten Punkte sammeln konnte.
2011 wurde das Preisgeld auf 100.000 US-Dollar erhöht, auch fuhren nur noch vier Fahrer um das Preisgeld. In dem ersten Dash 4 Cash-Rennen in Daytona waren die Fahrer qualifiziert, die in den bisherigen Saisonrennen die meisten Punkte gesammelt haben. Für die nächste Rennen war der Sieger sowie die drei Fahrer mit dem besten Ergebnis des vorherigen Dash 4 Cash-Rennens qualifiziert. Für den Gewinn aller vier Rennen gab es ein zusätzliches Preisgeld von 600.000 US-Dollar, sodass sich das gesamte Preisgeld auf 1 Million US-Dollar belaufen hätte. Dies wurde jedoch von keinem Fahrer erreicht.
Ab 2016 werden vor den vier Dash 4 Cash Rennen Heat-Rennen ausgetragen, alle Fahrer, die sich auf einem ungeraden Startplatz qualifiziert haben, starten im ersten Heat, die mit geraden im Zweiten. Die jeweils besten zwei Fahrer der Heats können dann im Hauptrennen um das Preisgeld kämpfen.

## Buschwhackers
Als „Buschwhackers“ bezeichnet man Fahrer, die neben der NASCAR Cup Series auch noch in der Xfinity Series antreten. Die Bezeichnung geht auf die Zeit zurück, in der die Xfinity Series noch Busch Series hieß. Seit der Gründung der Xfinity Series gab es immer wieder Fahrer der Cup Series, die ihren freien Tag nutzten, um auch noch in der Xfinity Series anzutreten. Ein häufig genannter Grund hierfür ist das Training für das am nächsten Tag stattfindende Cup-Rennen. Es wird kritisiert, dass die Cup-Fahrer den Nachwuchsfahrer die Chance auf Siege stehlen, andererseits haben die Xfinity-Fahrer die Möglichkeit von erfahrenen Fahrern zu lernen. Auch wird argumentiert, dass die Xfinity Series durch die Teilnahme bekannter Cup-Fahrer ein höheres Medien- und Faninteresse weckt.
Zwischen 2006 und 2010 wurde die Meisterschaft ausschließlich von Buschwhackern gewonnen, als Reaktion darauf durften Fahrer ab 2011 nur noch in einer der 3 NASCAR-Serien Punkte sammeln. Trotzdem wurden in den folgenden Jahren nur wenige Rennen von Xfinity-Fahrern gewonnen. 2017 tritt eine Regel in Kraft, die es Fahrern, die mehr als 5 Jahre im Cup aktiv waren, auf 10 Rennen in den unteren Serien limitiert. Außerdem dürfen keine Cup-Fahrer an den Chase- sowie den Dash 4 Cash-Rennen teilnehmen.

## Fahrzeuge

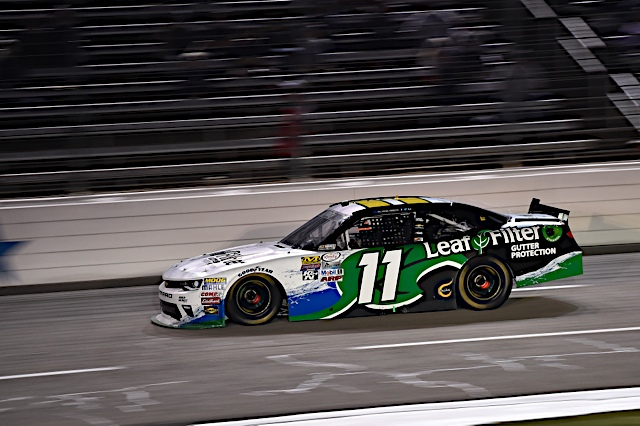
Der Chevrolet Camaro von Blake Koch

Seit 2010 werden Car of Tomorrow (CoT) genannten Fahrzeuge eingesetzt, die mehr Sicherheit sowie geringere Kosten bieten sollen. Auch wurde das Designkonzept geändert, die Fahrzeuge waren nun den Pony Cars nachempfunden. Das CoT ähnelte dem Car of Tomorrow der Cup Series, welches von 2007 bis 2012 im Cup eingesetzt wurde. Es war möglich, Cup-Fahrzeuge kostengünstig zu Xfinity-Fahrzeugen umzubauen, da einige Bauteile identisch waren.
In der Xfinity Serie wird ein Vergasermotor eingesetzt, der mit etwa 650 bis 700 PS etwas weniger Leistung als der Einspritzmotor der Cup Series besitzt. Xfinity-Fahrzeuge sind etwa 50 kg leichter, 18 cm länger und 2 cm schmaler als aktuelle Generation 6-Fahrzeuge des Cups. Durch einen größeren Splitter sowie Heckspoiler erzeugen die Xfinity-Fahrzeuge mehr Abtrieb als Cup-Fahrzeuge und sind damit einfacher zu fahren.

### Spezifikationen
- Hubraum: 5,86 Liter (358 in³) Stoßstangen-V8
- Übersetzung: Vier-Gang-Getriebe, Handschaltung
- Gewicht:
  - min. ohne Fahrer und Benzin: 1451 kg
  - min. mit Fahrer und Benzin: 1542 kg
- Leistung:
  - ungedrosselt: 650–700 PS (485–522 kW)
  - gedrosselt: etwa 450 PS (335 kW)
- Treibstoff: 98 Oktan; Benzin Bleifrei
- Füllkapazität des Tanks: 68 Liter
- Kraftstoffzustellung: Vergaser
- Luft-Kraftstoff-Mischungverhältnis: 12:1
- Selbstansaugend
- Radstand: 2,8 m (110 Inch)
- Lenkung: Servo-Kugelumlauflenkung

## Eingesetzte Fahrzeugmodelle

### Budweiser Late Model Sportsman Series (1982–1983)

#### Ford
- Ford Thunderbird: 1982–1983

#### General Motors
- Chevrolet Monte Carlo: 1982–1983
- Chevrolet Nova:1982–1983
- Oldsmobile Cutlass: 1982–1983
- Pontiac Grand Prix: 1982–1983

### Busch Grand National Series (1984–2003)

#### Chrysler
- Dodge Intrepid: 2001–2003

#### Ford
- Ford Thunderbird: 1984–1997
- Ford Taurus: 1998–2003
- Mercury Cougar: 1984

#### General Motors
- Buick Regal: 1985
- Buick LeSabre: 1986–1987
- Buick Regal: 1988–1991
- Chevrolet Monte Carlo: 1984–1988
- Chevrolet Nova: 1984–1988
- Chevrolet Lumina: 1989–1994
- Chevrolet Monte Carlo: 1995–2003
- Oldsmobile Cutlass: 1984–1985
- Oldsmobile Delta 88: 1986–1987
- Oldsmobile Cutlass: 1988–1992
- Pontiac Grand Prix: 1984–2003

### Busch Series (2004–2007)

#### Chrysler
- Dodge Intrepid: 2004
- Dodge Charger: 2005–2007

#### Ford
- Ford Taurus: 2004–2005
- Ford Fusion: 2006–2007

#### General Motors
- Chevrolet Monte Carlo: 2004–2005
- Chevrolet Monte Carlo SS: 2006–2007
- Pontiac Grand Prix: 2004–2006 (Privatteams)

#### Toyota
- Toyota Camry: 2007

### Nationwide Series (2008–2014)

#### Chrysler
- Dodge Charger: 2008
- Dodge Challenger: 2011

#### Ford
- Ford Fusion: 2008
- Ford Mustang: 2011

#### GM
- Chevrolet Monte Carlo SS: 2008
- Chevrolet Impala: 2009–2012
- Chevrolet Camaro: 2013

#### Toyota
- Toyota Camry: 2008

### Xfinity Series (ab 2015)

#### Chrysler
- Dodge Challenger: 2015 (keine Herstellerunterstützung)

#### Ford
- Ford Mustang: 2015

#### GM
- Chevrolet Camaro: 2015

#### Toyota
- Toyota Camry: 2015

## Rekordlisten

### Meiste Siege
| Platz | Fahrer          | Siege |
| ----- | --------------- | ----- |
| 1     | Kyle Busch      | 102   |
| 2     | Mark Martin     | 49    |
| 3     | Kevin Harvick   | 47    |
| 4     | Brad Keselowski | 39    |
| 5     | Carl Edwards    | 38    |

Stand: 05.11.2022

## Champions der Serie
Für eine ausführliche Darstellung siehe Liste der NASCAR-Champions

### Sportsman Division Champions
- 1950: Mike Klapak
- 1951: Mike Klapak
- 1952: Mike Klapak
- 1953: Johnny Roberts
- 1954: Danny Graves
- 1955: Billy Myers
- 1956: Ralph Earnhardt
- 1957: Ned Jarrett
- 1958: Ned Jarrett
- 1959: Rick Henderson
- 1960: Bill Wimble
- 1961: Dick Nephew
- 1962: Rene Charland
- 1963: Rene Charland
- 1964: Rene Charland
- 1965: Rene Charland
- 1966: Don MacTavish
- 1967: Pete Hamilton

### Late Model Sportsman Division Champions
- 1968: Joe Thurman
- 1969: Red Farmer
- 1970: Red Farmer
- 1971: Red Farmer
- 1972: Jack Ingram
- 1973: Jack Ingram
- 1974: Jack Ingram
- 1975: L. D. Ottinger
- 1976: L. D. Ottinger
- 1977: Butch Lindley
- 1978: Butch Lindley
- 1979: Gene Glover
- 1980: Morgan Shepherd
- 1981: Tommy Ellis

### Budweiser Late Model Sportsman Series Champions
- 1982: Jack Ingram
- 1983: Sam Ard

### Busch Grand National Series Champions
- 1984: Sam Ard
- 1985: Jack Ingram
- 1986: Larry Pearson
- 1987: Larry Pearson
- 1988: Tommy Ellis
- 1989: Rob Moroso
- 1990: Chuck Bown
- 1991: Bobby Labonte
- 1992: Joe Nemechek
- 1993: Steve Grissom
- 1994: David Green
- 1995: Johnny Benson
- 1996: Randy LaJoie
- 1997: Randy LaJoie
- 1998: Dale Earnhardt jr.
- 1999: Dale Earnhardt jr.
- 2000: Jeff Green
- 2001: Kevin Harvick
- 2002: Greg Biffle
- 2003: Brian Vickers

### Busch Series Champions
- 2004: Martin Truex jr.
- 2005: Martin Truex jr.
- 2006: Kevin Harvick
- 2007: Carl Edwards

### Nationwide Series
- 2008: Clint Bowyer
- 2009: Kyle Busch
- 2010: Brad Keselowski
- 2011: Ricky Stenhouse jr.
- 2012: Ricky Stenhouse jr.
- 2013: Austin Dillon
- 2014: Chase Elliott

### Xfinity Series
- 2015: Chris Buescher
- 2016: Daniel Suárez
- 2017: William Byron
- 2018: Tyler Reddick
- 2018: Tyler Reddick
- 2020: Austin Cindric
- 2020: Austin Cindric
- 2021: Daniel Hemric
- 2022: Ty Gibbs
- 2023: Cole Custer

### Xfinity Series Rookie of the Year Award Gewinner (Bester Neuling)
Für eine ausführliche Darstellung der besten Neulinge siehe NASCAR Rookie of the Year Award
- 1989 Kenny Wallace
- 1990 Joe Nemechek
- 1991 Jeff Gordon
- 1992 Ricky Craven
- 1993 Hermie Sadler
- 1994 Johnny Benson
- 1995 Jeff Fuller
- 1996 Glenn Allen jr.
- 1997 Steve Park
- 1998 Andy Santerre
- 1999 Tony Raines
- 2000 Kevin Harvick
- 2001 Greg Biffle
- 2002 Scott Riggs
- 2003 David Stremme
- 2004 Kyle Busch
- 2005 Carl Edwards
- 2006 Danny O’Quinn jr.
- 2007 David Ragan
- 2008 Landon Cassill
- 2009 Justin Allgaier
- 2010 Ricky Stenhouse jr.
- 2011 Timmy Hill
- 2012 Austin Dillon
- 2013 Kyle Larson
- 2014 Chase Elliott
- 2015 Brett Moffitt
- 2016 Erik Jones
- 2017 William Byron
- 2018 Tyler Reddick
- 2019 Chase Briscoe
- 2020 Harrison Burton
- 2021 Ty Gibbs
- 2022 Austin Hill
- 2023 Sammy Smith

### Xfinity Series Most Popular Driver Award Gewinner (Beliebtester Fahrer)
- 1982 Jack Ingram
- 1983 Sam Ard
- 1984 Sam Ard
- 1985 Jimmie Hensley
- 1986 Brett Bodine
- 1987 Jimmie Hensley
- 1988 Larry Pearson
- 1989 Rob Moroso
- 1990 Bobby Labonte
- 1991 Kenny Wallace
- 1992 Joe Nemechek
- 1993 Joe Nemechek
- 1994 Kenny Wallace
- 1995 Chad Little
- 1996 David Green
- 1997 Mike McLaughlin
- 1998 Buckshot Jones
- 1999 Dale Earnhardt jr.
- 2000 Ron Hornaday jr.
- 2001 Kevin Harvick
- 2002 Greg Biffle
- 2003 Scott Riggs
- 2004 Martin Truex jr.
- 2005 Martin Truex jr.
- 2006 Kenny Wallace
- 2007 Carl Edwards
- 2008 Brad Keselowski
- 2009 Brad Keselowski
- 2010 Brad Keselowski
- 2011 Elliott Sadler
- 2012 Danica Patrick
- 2013 Regan Smith
- 2014 Chase Elliott
- 2015 Chase Elliott
- 2016 Elliott Sadler
- 2017 Elliott Sadler
- 2018 Elliott Sadler
- 2019 Justin Allgaier
- 2020 Justin Allgaier
- 2021 Justin Allgaier
- 2022 Noah Gragson
- 2023 Justin Allgaier